# Рольф Якобсен
Рольф Якобсен (норв. Rolf Jacobsen; 8 березня 1907 — 20 лютого 1994) — один з перших поетів та письменників-модерністів Норвегії. Заснував поетичний модернізм у Норвегії, видавши 1933 року книгу Jord og jern (Земля та залізо). Ця робота була перекладена більш, ніж 20-ма мовами світу. Центральною темою у його роботі є баланс між природою та технологіями, через що його у норвезькій літературі називають «Зеленим поетом».

## Ранні роки
Народився 1907 року в Осло, яке тоді називалось Христианією. У віці шести років переїхав з родиною до комуни Оснес, де його батько отримав посаду шкільного стоматолога. 1920 року переїхав назад до Осло, де навчався у приватній школі. Протягом цього часу за ним наглядав його дядько. Після школи п'ять навчався в Університеті Осло, проте так його і не закінчив. 1927 року протягом шести місяців проходив війську службу в збройних силах Норвегії. 
З 1937 по 1939 рік був членом Норвезької робітничої партії.

## Рання кар'єра
У своїй праці Jord og jern' (Земля та залізо), яка була написана у верлібрі, Якобсен представив урбаністичний світ, гоночні автомобілі, літаки та електро-турбіни. Через ці теми роботи Якобсена були тісно пов'язані з футуризмом, але вони були сповнені романтизму. Він не поділяв захвату футуристів від нових винаходів чи від звуку мотора автомобіля, натомість бачив відносини між машинами та людьми, як щось складніше. На Якобсена найбільший вплив здійснили «Старша Едда», п'єса R.U.R. Карела Чапека та поезія Карла Сендберга.
1934 року Якобсен повернувся до Оснеса, щоб доглянути за батьком. Там він приєднався до інтелектуальної групи під назвою Clarté, а також став одним з лідерів Норвезької робітничої партії в Гедмарку. Крім цього, працював у місцевій газеті «Kongsvinger Arbeiderblad», яку спонсорувала партія. 
1935 року видав свою другу збірку віршів «Vrimmel», яка продемонструвала обурення автора сучасною цивілізацією. Якобсен не прийняв маніфест Марінетті та його «Ми хочемо уславити війну» та передбачив появу протигазів та кулеметів. Після «Vrimmel» поет «мовчав» 16 років.
1940 року одружився з Петрою Тенду, з якою у них народилось двоє синів. В той час, як у батьків Якобсена шлюб не був успішний, у самого Рольфа він склався гармонійно. Петра померла 1985 року, а Якобсен у своїй збірці 1995 року «Nattåpent» писав ніжні та романтичні вірші про їхнє спільне життя. 

## Друга світова війна
Під час Другої світової війни, коли Німеччина окупувала Норвегію, написав передову статтю в «Kongsvinger Arbeiderblad» про підтримку нової окупаційної влади. Він також був членом Норвезької націонал-соціалістичної партії. Після війни був звинувачений у державній зраді та засуджений до трьох років каторжних робіт.
Після виконання вироку оселився у місті Гамар. Десять років працював продавцем книг, а потім влаштувався журналістом та нічним редактором газети Hamar Stifstidende. 1950 року став католиком, а 1951 року видав третю збірку віршів під назвою «Fjerntog». 

## Подальше життя
Якобсен часто іронічно висловлювався щодо нових технологій та схвалював вміння тішитись маленьким радощам. Деколи для цього він використовував гумор, а деколи його вірші мали урочистість, схожу на гімн. У Гамарі він жив у старому дерев'яному будинку біля озера Мйоса та залізниці. Ці навколишні краєвиди він також описував у віршах. Якобсен також видав такі збірки як  Pass for dørene - dørene lukkes (1972), Pusteøvelse (1975) та Tenk på noe annet (1979).

## Нагороди
За час своєї кар'єри Якобсен отримав багато нагород та премій, серед яких членство у Норвезькій академії мови та літератури, премія Асоціації норвезьких критиків (1960), Премія Доблоуга (1968), премія видавництва «Аскегоуг» (1986) та Скандинавська премія Шведської академії (1989).
- Schæffers legat 1934
- Henrichsens legat 1936
- Den norske Kritikerprisen for litteratur or Kritikerprisen 1960, for Brev til lyset
- Riksmålsforbundets litteraturpris 1965
- Doblougprisen 1968
- Sarpsborgprisen  1969
- Glåmdalens kulturpris 1969
- Ønskediktprisen (NRK) 1970
- Hedmarksprisen 1977
- Aschehougprisen 1986
- Hamarprisen 1986
- Svenska Akademiens nordiske pris 1989
- Æresmedlem av Hamar Natur og ungdom 1989
- Æresmedlem av Hedmark Forfatterlag 1989
- Hedmark fylkeskommunes kulturpris 1990
- Æresmedlem av Naturvernforbundet Hedmark 1992